# Мелёхин, Виктор Сергеевич
Виктор Сергеевич Мелёхин (род. 16 декабря 2003, Домодедово, Московская область) — российский футболист, защитник клуба «Ростов».

## Биография
Начинал заниматься футболом в спортивной школе Домодедово. С 2013 года — в ДЮСШ «Витязь» Подольск. С лета 2019 года — в академии ФК «Родина». Играл за команду «Вика» в чемпионате г. о. Домодедово — в 2019 году в первом дивизионе в 13 матчах забил 11 голов, в 2020 году в высшем дивизионе в четырёх матчах забил один гол, в июне 2021 года в первом дивизионе за «Вику-ГГФ» в трёх матчах забил 12 голов.
Зимой 2020/21 директор академии ФК «Ростов» Антон Тупиков через знакомого скаута пригласил Мелёхина на сбор, так как в команде не хватало игрока для тренировок, где он был переведён с позиции атакующего полузащитника на центрального защитника. Сыграл 13 матчей в молодёжном первенстве, в июле провёл три товарищеских матча за главную команду. 22 августа в гостевом матче 5 тура против «Нижнего Новгорода» дебютировал в РПЛ.